# Christopher Seton-Watson
Christopher Seton-Watson (Londra, 6 agosto 1918 – Londra, 8 settembre 2007) è stato un militare, storico e italianista britannico.

## Biografia
Era figlio dello storico Robert William Seton-Watson e fratello minore di Hugh Seton-Watson. Partecipò alla seconda guerra mondiale: arruolato nel Royal Artillery, combatté nella campagna di Francia e nella successiva evacuazione di Dunkerque, poi nell'invasione tedesca della Grecia, nella campagna del Nordafrica e nella campagna d'Italia. Terminò la guerra col grado di maggiore, e gli venne concessa la Military Cross. Nel 1993 rese pubblico il suo diario di guerra, redatto tra l'invasione italiana dell'Egitto e la battaglia di Bologna.
Nel dopoguerra entrò a far parte dell'Oriel College come Fellow, insegnandovi fino al 1983. Sviluppato un particolare interesse per l'Italia, divenne uno degli italianisti di riferimento del mondo accademico inglese, compiendo approfonditi studi sulla storia politica italiana tra XIX e XX secolo. La sua opera più importante è Italy from Liberalism to Fascism 1870-1925 (1967).
Nel 1982 fondò l'Association for the Study of Modern Italy, e per il suo contributo al mondo culturale due anni più tardi Sandro Pertini lo insignì dell'Ordine al Merito col grado di commendatore. È morto nel 2007; non era sposato e non aveva figli.

## Opere
- (EN) Christopher Seton-Watson, Italy from Liberalism to Fascism 1870-1925, 1967.
- (EN) Christopher Seton-Watson e Hugh Seton-Watson, The Making of the New Europe: RW Seton-Watson and the Last Years of Austria-Hungary, 1906-1920, 1981.
- (EN) Christopher Seton-Watson, Dunkirk-Alamein-Bologna: Letters and Diaries of an Artilleryman 1939-1945, 1993.